# Readaptacja
Readaptacja – ponowne przystosowanie człowieka chorego lub niepełnosprawnego do czynnego, samodzielnego życia w społeczeństwie i do pracy zawodowej (readaptacja społeczna i readaptacja zawodowa). O readaptacji społecznej (środowiskowej) mówimy również w znaczeniu powrotu do życia społecznego osób okresowo wyizolowanych z naturalnego życia społecznego.